# Germantown Hills
Germantown Hills és una població dels Estats Units a l'estat d'Illinois. Segons el cens del 2008 tenia 3.213 habitants.

## Demografia
Segons el cens del 2000, Germantown Hills tenia 2.111 habitants, 696 habitatges, i 590 famílies. La densitat de població era de 636,8 habitants/km².
Dels 696 habitatges en un 50,4% hi vivien nens de menys de 18 anys, en un 75% hi vivien parelles casades, en un 7,6% dones solteres, i en un 15,2% no eren unitats familiars. En el 13,2% dels habitatges hi vivien persones soles el 4,5% de les quals corresponia a persones de 65 anys o més que vivien soles. El nombre mitjà de persones vivint en cada habitatge era de 3,03 i el nombre mitjà de persones que vivien en cada família era de 3,34.
Per edats la població es repartia de la següent manera: un 34,3% tenia menys de 18 anys, un 6,3% entre 18 i 24, un 29,4% entre 25 i 44, un 24,1% de 45 a 60 i un 5,9% 65 anys o més.
L'edat mediana era de 34 anys. Per cada 100 dones de 18 o més anys hi havia 93 homes.
La renda mediana per habitatge era de 73.594 $ i la renda mediana per família de 79.814 $. Els homes tenien una renda mediana de 59.375 $ mentre que les dones 30.380 $. La renda per capita de la població era de 27.350 $. Aproximadament el 2% de les famílies i el 2,5% de la població estaven per davall del llindar de pobresa.

## Poblacions properes
El següent diagrama mostra les poblacions més properes.